# 柏谷富衛
柏谷 富衛（かしわや とみえ、1916年11月16日 - 1971年7月3日）は、北海道出身の国営競馬⇒日本中央競馬会 (JRA) 調教師。第20回阪神3歳ステークスと第61回天皇賞（春）を制したリキエイカンを育て上げた事で有名。弟子に元騎手・元調教師の湯窪幸雄がいる。

## 経歴・人物
1947年、国営競馬時代の函館競馬場にて調教師としてデビューし、のちに阪神競馬場、栗東トレーニングセンターに転属しながらヤマニリュウ、ミスコマツ、ダイヤバーサ、ヤマニアズサ、タカエフォックス、リキエイカンなど様々な競走馬を育て上げた。
その中でヤマニリュウが1966年秋と1967年春の京都記念を2回連続で制した事で大きな脚光を浴び、さらにリキエイカンが1968年に阪神3歳ステークス、1970年に春の天皇賞で優勝したことで一躍有名になり名調教師の仲間入りを果たす。
長年に渡って多数の競走馬を育て上げ、京都記念を2度制したヤマニリュウや天皇賞馬のリキエイカンを世に出し、1968年から1970年まで3年連続で40勝利を達成するなどして将来が期待されていた実力派ベテラン調教師の一人であったが、北海道に遠征中の1971年7月3日に東亜国内航空63便（丘珠空港発函館空港行き）に搭乗した際、乗っていた飛行機が横津岳に激突した事故（ばんだい号墜落事故）に巻き込まれて死去。享年54。7月17日から9月中にかけて函館や札幌で開催される北海道内レース（特に函館記念、札幌記念の重賞レース）に向けて、柏谷自身も北海道に遠征して競走馬の調整をしていた最中での悲劇であった。なお、このとき一緒に搭乗する予定であった同郷の友人で同僚調教師でもあった西塚十勝は空港に10分ほど遅れて到着し、飛行機の搭乗に間に合わなかった（自分の座る予定だった座席に他のキャンセル待ちの乗客が充てられていた）ため、「一度乗せてあげた人を下ろしたらかわいそうだ」として搭乗を諦め、結果として難を逃れている。西塚は柏谷に「どうせなら搭乗を延期して札幌に一緒に一泊しよう」と誘ったが、当時人気馬であったリキエイカンなど出走馬の調整で多忙であった柏谷は一刻も早く仕事先の函館に戻りたかった事もあり、「俺はお前ほどヒマじゃねえんだ！」と西塚を怒鳴りつけてしまう。西塚もそれ以上強く誘うことはしなかったが、後年になってもこの時のことを「あの時柏谷をもっと強く引き留めておけば....」と悔やんでいたという。

### 弟子・湯窪幸雄
柏谷はこれまでに自分の厩舎に所属する騎手は複数いたが直弟子がおらず、湯窪幸雄は実質的に一番弟子だったこともあり、生前の柏谷は公私ともに湯窪をかわいがって面倒をよく見ていたという。ただし、公私混同を大変嫌い、仕事とプライベートの分別はきっちり分けていた。仕事熱心な性格のため馬の調教時やレース時など仕事中は作業に集中するあまり寡黙になり、たとえ愛弟子の湯窪であっても横から無駄口を出すと烈火の如く怒るため終始張り詰めた空気になり厩舎全体の緊張感も凄かったが、休日のプライベートの時は明るく気さくで仕事中の寡黙な雰囲気は一切出さず、湯窪と話したり友人と集まって楽しそうにワイワイ騒ぐのが大好きであったと言う。
湯窪は1968年に柏谷厩舎の騎手候補生となり、柏谷に師事して1970年に念願の騎手デビューをした矢先に師匠を突然の航空事故で失ってしまった。湯窪とリキエイカンは柏谷の死後橋田俊三厩舎に転厩して現役生活を送り、リキエイカンは翌1972年のオープンレースで2度勝利するもそれ以外の成績はほとんど振るわず、結局1972年内に現役を引退し、2001年に死亡するまで生まれ故郷の北海道浦河町の鮫川牧場で静かに余生を過ごした。湯窪は1972年に伊藤雄二厩舎、1979年に湯浅三郎厩舎に転厩して1990年の引退まで現役生活を送った。騎手引退後は湯浅厩舎で調教助手として働き、2000年に調教師免許を取得、2001年3月に厩舎を開設してから2021年2月まで調教師として活躍している。

## 実績
- 成績：3653戦377勝（1954年以降の中央競馬成績）
- 重賞勝利：5勝

### 主な重賞優勝馬
- 京都記念（秋）
  - 第42回 1966年11月27日 ヤマニリュウ 騎手 高橋成忠
- 金杯（西）
  - 第5回 1967年1月5日 ヤマニリュウ 騎手 高橋成忠
- 京都記念（春）
  - 第43回 1967年3月5日 ヤマニリュウ 騎手 高橋成忠
- 阪神3歳ステークス
  - 第20回 1968年12月15日 リキエイカン 騎手 高橋成忠
- 天皇賞（春）
  - 第61回 1970年4月29日 リキエイカン 騎手 高橋成忠

## 主な厩舎所属者
- 二本柳一馬（1949年 - 1951年）[1]
- 湯窪幸雄（1970年 - 1971年 騎手）